# Apicia effascinaria
Apicia effascinaria är en fjärilsart som beskrevs av George Duryea Hulst 1886. Apicia effascinaria ingår i släktet Apicia och familjen mätare. Inga underarter finns listade i Catalogue of Life.